# Glyphostoma lyuhrurngae
Glyphostoma lyuhrurngae is een slakkensoort uit de familie van de Clathurellidae. De wetenschappelijke naam van de soort is voor het eerst geldig gepubliceerd in 2005 door Lai.